# أطفال الرجال (فلم)
- أطفال الرجال (فلم)| الصنف الفني   | حركة، إثارة     |
| تاريخ الصدور  | 2006            |
| مدة العرض     | 105 دقيقة       |
| اللغة الأصلية | الإنجليزية      |
| البلد         | المملكة المتحدة || البطولة | كلايف أوين، جوليان مور، مايكل كين، شيواتال إيجيوفور، داني هيوستن |
| التصوير | ايمانويل لوبزكي                                                  || التوزيع   | يونيفرسل ستوديوز |
| الميزانية | 76 مليون دولار   |
| الإيرادات | 68 مليون دولار   |تعديل - تعديل مصدري

أطفال الرجال (بالإنجليزية: Children of Men) هو فيلم حركة تم إنتاجه في المملكة المتحدة وصدر في سنة 2006.

## بطولة
- كلايف أوين
- جوليان مور
- مايكل كين
- شيواتال إيجيوفور
- داني هيوستن

## القصة
تدور أحداث الفيلم في بريطانيا تنبأ بعام 2027 بعد تعرض البشرية لحالة ضخمة من الحروب والانقسامات والأمراض التي أدت إلى عدم ولادة أطفال في العالم منذ 18 عاما كاملة، مما يهدد البشرية كلها بالفناء. في وسط هذه الفوضى نتعرف على تيو فارون الناشط السياسي القديم الذي فقد الاهتمام بكل شيء بسبب الحال الذي وصل العالم إليه، والذي يجد نفسه مجددا في مسؤولية ضخمة تتعلق بحماية أول سيدة تحمل منذ بداية الاضطرابات. الفتاة هي كي الإفريقية التي لا تعلم تحديدا لماذا اختارها القدر لتحمل أول طفل يأتي للعالم منذ عقدين، والتي تخشى أن تعلن عن حملها حتى لا تتعرض لأي اعتداء، مما يجعل فارون مسؤولا عن حمايتها، وتأمين تسليمها لمنظمة علمية تدرس حالتها وتحاول العثور على علاج للبشر عن طريقها.

## الميزانية والإيرادات
بلغت تكلفة إنتاج الفيلم حوالي 76 مليون دولار بينما حقق أرباحا تقدر بـ 68 مليون دولار.

## وصلات خارجية
- مقالات تستعمل روابط فنية بلا صلة مع ويكي بيانات

1. ↑  "معلومات عن أطفال الرجال على موقع metacritic.com". metacritic.com. مؤرشف من الأصل في 2019-08-24.
2. ↑  "معلومات عن أطفال الرجال على موقع imdb.com". imdb.com. مؤرشف من الأصل في 2019-09-22.
3. ↑  "معلومات عن أطفال الرجال على موقع omdb.org". omdb.org. مؤرشف من الأصل في 2019-12-08.